# Robert Fiske Griggs
Robert Fiske Griggs (22 de agosto de 1881 — 10 de junio de 1962) fue un explorador, botánico, micólogo, algólogo y periodista estadounidense, conocido por haber llevado a cabo en 1917 una expedición de la National Geographic Society para observar en la región del monte Katmai las consecuencias de la erupción de 1912 del volcán Novarupta en Alaska.

## La expedición a Katmai

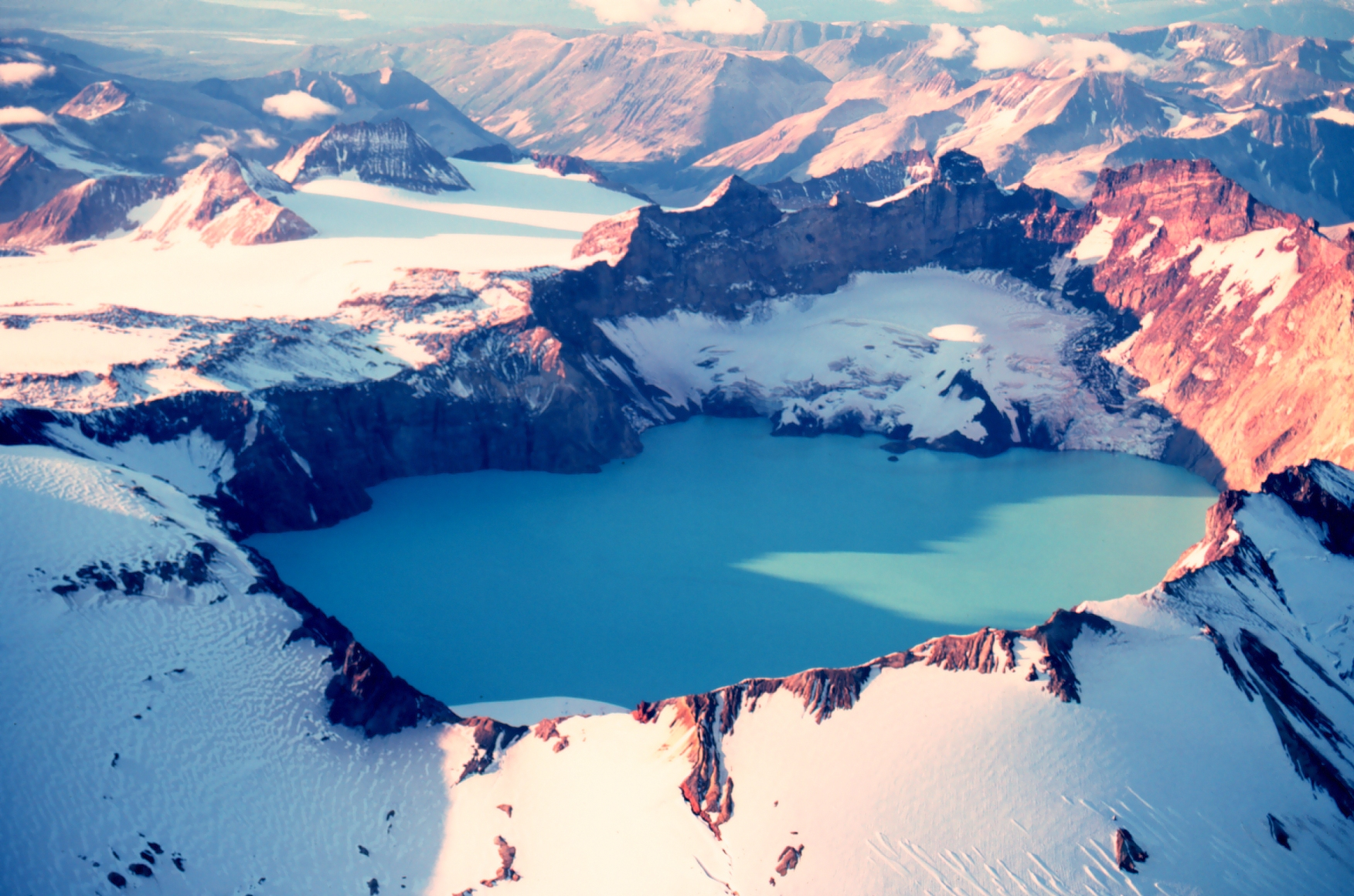
El cráter del monte kamai, donde Griggs hizo su expedición más conocida.

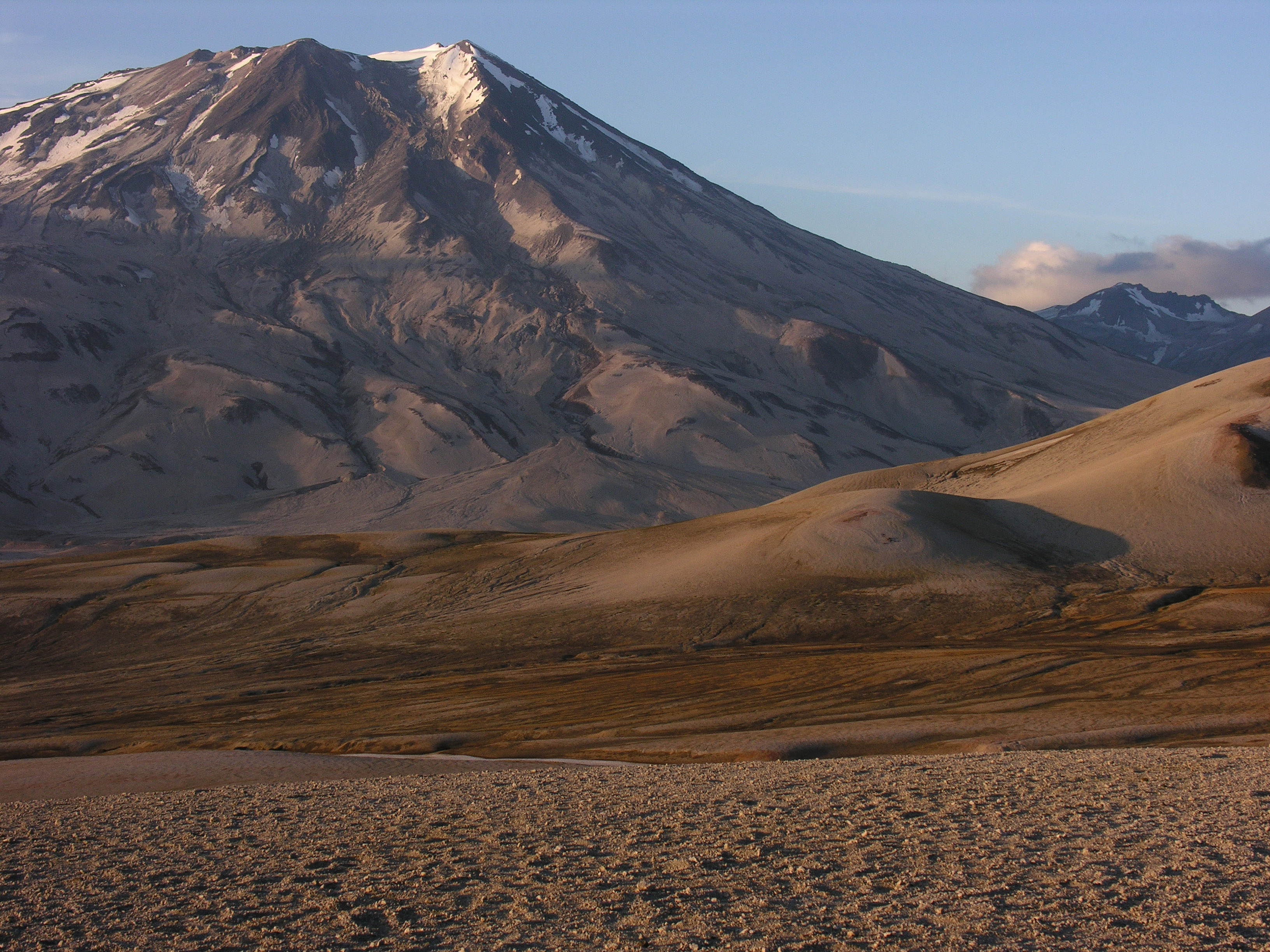
El monte Griggs, en el Valle de las Diezmil Fumarolas, que lleva su nombre.

En junio de 1917, Griggs y otros entusiastas exploradores del NGS llegaron al pie del monte Katmai con el objetivo de explorar el Valle de las Diez Mil Fumarolas, tras atravesar el valle cubierto de cenizas del río Katmai. Fue un mes de terror pero también de júbilo para los doce aventureros. Aprovechando los largos días de verano de Alaska, tomaron muestras químicas y geológicas, fotografías y hicieron bastantes mapas. Sus aproximaciones a las trincheras de cenizas calientes les permitieron estudiar las temperaturas de las fumarolas y explorar los márgenes perilares de los depósitos piroclásticos. Así, explorando y documentando el valle, comenzaron a construir el escenario de la erupción. Durante cinco años, el público estadounidense obtuvo información de los excitantes descubrimientos sobre los volcanes en Alaska. Hambrientos de noticias que aliviaran los horrores de la Primera Guerra Mundial, miles de suscriptores del National Geographic siguieron ávidamente sus artículos.
Al disminuir los descubrimientos Griggs cada vez estaba más interesado en la conservación de la región y sus vívidas descripciones de las maravillas de Katmai fueron caldo de cultivo para atraer el interés del incipiente movimiento conservacionista de EE. UU. Y ese misterioso valle volcánico era un candidato ideal para proteger. Griggs y los jefes de la National Geographic Society hacían campaña persistentemente para lograr que se preservase el área y, el presidente Woodrow Wilson —haciendo uso de la potestad para proclamar monumentos nacionales que le confirió la ley de Antigüedades de 1906— proclamó el 24 de septiembre de 1918 un área de 1700 km² de tierras próximas al monte Katmai como monumento nacional (posteriormente, el 2 de diciembre de 1980, la zona fue declarada parque nacional, Parque y Reserva Nacional Katmai).

## Honores
En su honor se dio su nombre al monte Griggs.